# Agabus punctatus
Agabus punctatus är en skalbaggsart som beskrevs av F. E. Melsheimer 1844. Agabus punctatus ingår i släktet Agabus och familjen dykare. Inga underarter finns listade i Catalogue of Life.